# Skinka

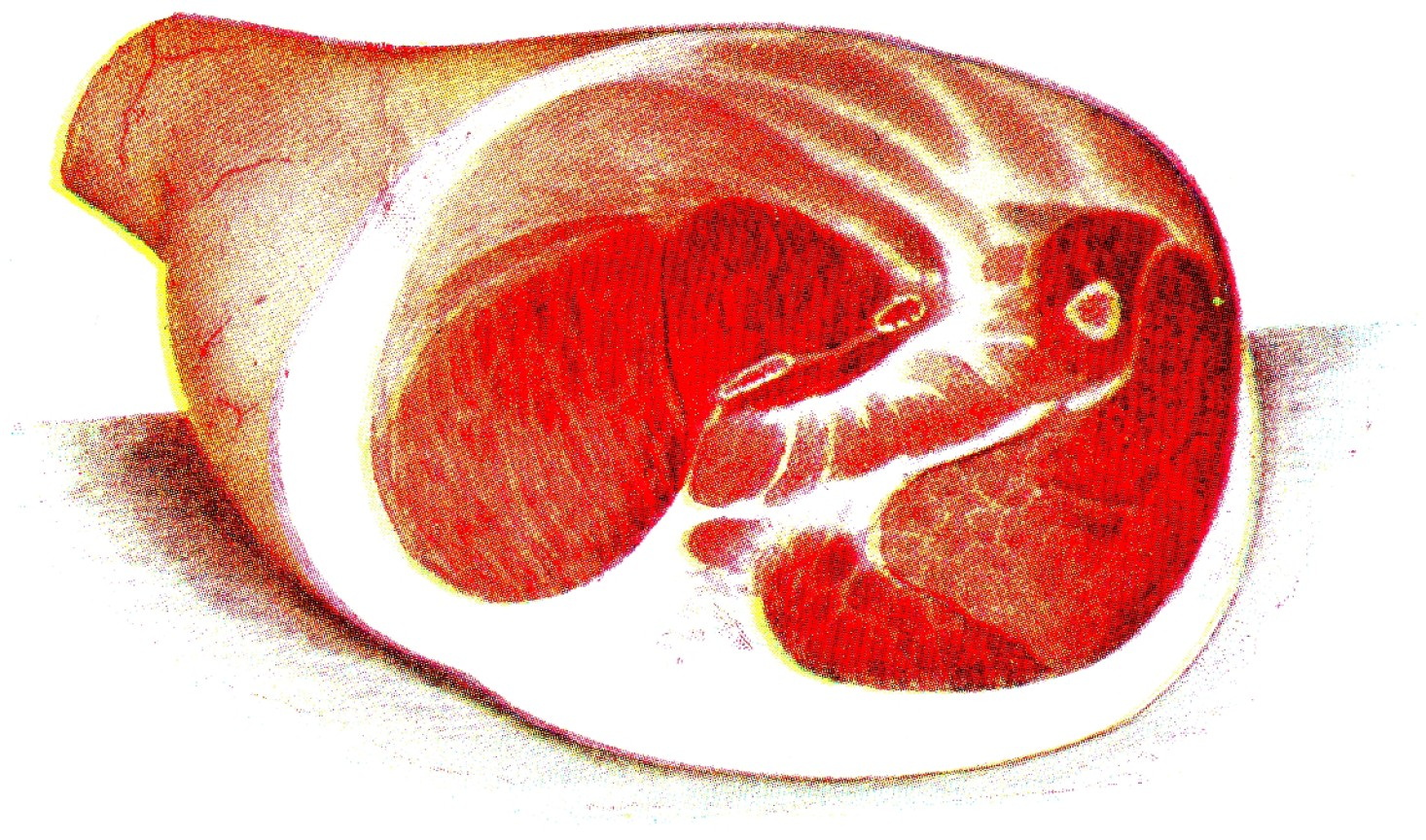
Traditionell skinka bestående av ett stycke kött, så kallad helmuskelskinka

Skinka är en styckningsdetalj av gris, som sitter på grisens bakre del. Även olika andra slag av charkuterier av gris kan i Sverige saluföras under namnet skinka. 

## Färsk skinka
Oftast säljs den färska skinkan styckad i mindre delar. Den hela skinkan består anatomiskt av fyra muskler; innanlår, ytterlår, rostbiff och fransyska. Skinka kan säljas som färsk skinkstek och består då oftast av innanlår eller fransyska. Färdigkokt rimmad skinka - julskinka, är en vanlig produkt, framför allt under julen, men även till andra högtider, då den kallas helgskinka.
Kokt eller rökt säljs skinkan även som charkuterier eller så kallad smörgåsmat. Lufttorkad skinka är vanligt förekommande, framförallt i ursprungsländerna Italien och Spanien. 
Skinka kan tillagas på många sätt. Den kan bland annat kokas, rökas, marineras, lufttorkas som prosciutto, grillas (under namnet flintastek), bli julskinka eller bli stekt. 

## Skinka som charkuteri
Processad skinka bygger i stället på att större eller mindre köttbitar tumlas tillsammans med salt, varvid bindväv frigörs som får bitarna att häfta samman. Vatten och tillsatser som glukossirap tillsätts. Blandningen sprutas sedan i skinn vilket gör att de färdiga bitarna får en enhetlig storlek. Denna industriprodukt får enligt Livsmedelsverket kallas skinka (se även spam), medan den genuina varan måste bära etiketten "helmuskelskinka". Processat kött, bestående av sammanpressade bitar av olika sorters kött, är också vanlig under namn som pizzaskinka eller kebabskinka.
Det finns några hållregler kring helmuskelskinka.[källa behövs]
- Helmuskelskinka kan också vara tumlad, men den består då av några få större bitar av lårmuskler, till exempel ett ytter- och ett innanlår.
- Helmuskelskinkan varvas i formar i stället för att bli till en homogen köttmassa.
- Helmuskelskinka och otumlad skinka har insprängda fettstråk och en fettkant; emellertid kan den billiga, processade skinkan ha en pålagd fettkant för att se ut som om den är av högre kvalitet.
- Otumlad skinka har ofta en oregelbunden och ibland nästan platt form.
- Det finns dock ingen standard för det som producenterna kallar helmuskelskinka. Konsumenten får inte heller veta om den är gjord av ett enda stort muskelstycke, eller två, eller flera.

I Sverige förekommer en tilläggsmärkning av påläggsskinka (skivad, strimlad etc) sedan den 1 november 2010, som Kött och Charkföretagen infört i samråd med dagligvaruhandeln och Livsmedelsverket. I varans innehållsdeklaration ska det då framgå vilken typ av råvara som använts: "skinka helmuskel", "skinkbitar" eller "skinka mald". Endast lårmuskulatur från gris med tillhörande lägg får användas som råvara. Det tydliggjordes även att skinkan inte får ha genomgått en emulgeringsprocess. Märkningen omfattade omkring 90 procent av svensk charkproduktion år 2010, men väntades sätta press på andra producenter att också förtydliga märkningen.

## Exempel på charkuterier

### Lufttorkad skinka
Lufttorkad skinka framställs framförallt i central- och sydeuropeiska länder, där klimatet historiskt sett möjliggjort långsam torkning. Denna typ av skinka är typisk för exempelvis det spanska och italienska köket. Kända typer är parmaskinkan och prosciutto från Italien och serranoskinkan och jamón pata negra från Spanien. Från Frankrike kommer bayonneskinkan och från södra Tyskland kommer Schwarzwaldskinka samt från Portugal kommer Presunto de Chaves aus Chaves. 

### Rökt skinka
Rökt skinka är en av de vanligaste svenska charkuterierna. Den tillverkas genom att köttet saltas, formas i nät och röks. Det finns många olika smaksättningar och kryddblandningar.

### Kokt skinka
Kokt skinka har en bra balans mellan sött och salt. Den kan också få andra smakinfluenser genom smaksättning av laken. Skinkan kan också smaksättas genom att ytan täcks med kryddor innan den kokas.

### Pizzaskinka, kebabskinka
Pizzaskinka – ibland också benämnd kebabskinka – är sönderdelat (gris)kött som är pressat och blandad med ingredienser som exempelvis potatisstärkelse, soja och selleri. Den säljs av matgrossister och används ofta av pizzerior och snabbmatsrestauranger. Livsmedelsverket anser att endast bakdelen av grisen ska användas i produkter med "skinka" i namnet. Företaget Skaraborgs chark & fågel marknadsförde 2012 pizzaskinka som innehöll bogfläsk. Efter kritik från Livsmedelsverket ändrade Skaraborgs chark & fågel namn på produkten till "pizzatopping", vilket godtogs av Livsmedelsverket.